# إمارة ملتان
إمارة ملتان كانت مملكة من العصور الوسطى في منطقة البنجاب في شبه القارة الهندية الشمالية الغربية والتي كانت تتمركز حول مدينة ملتان (البنجاب الحالية، باكستان). امتدت في البداية نحو أجزاء من كشمير، وشملت أجزاء من البنجاب الحالية. وكان يحكمها في البداية قبيلة بني منبه. في عام 959 م ، سيطر الإسماعيليون بقيادة اللوديسيين [الإنجليزية] على الإمارة، وفي عام 1010، غزتها الدولة الغزنوية.
زعموا أنهم قريشيون من نسل النبي محمد.

## الموقع
أصبحت إمارة ملتان مستقلة بعد تفكك الخلافة العباسية. تقع بشكل أساسي في جنوب البنجاب، وتحدها مملكة الهندوشاهي [الإنجليزية] في شمال البنجاب وإمارة الهبارية في الجنوب في السند.

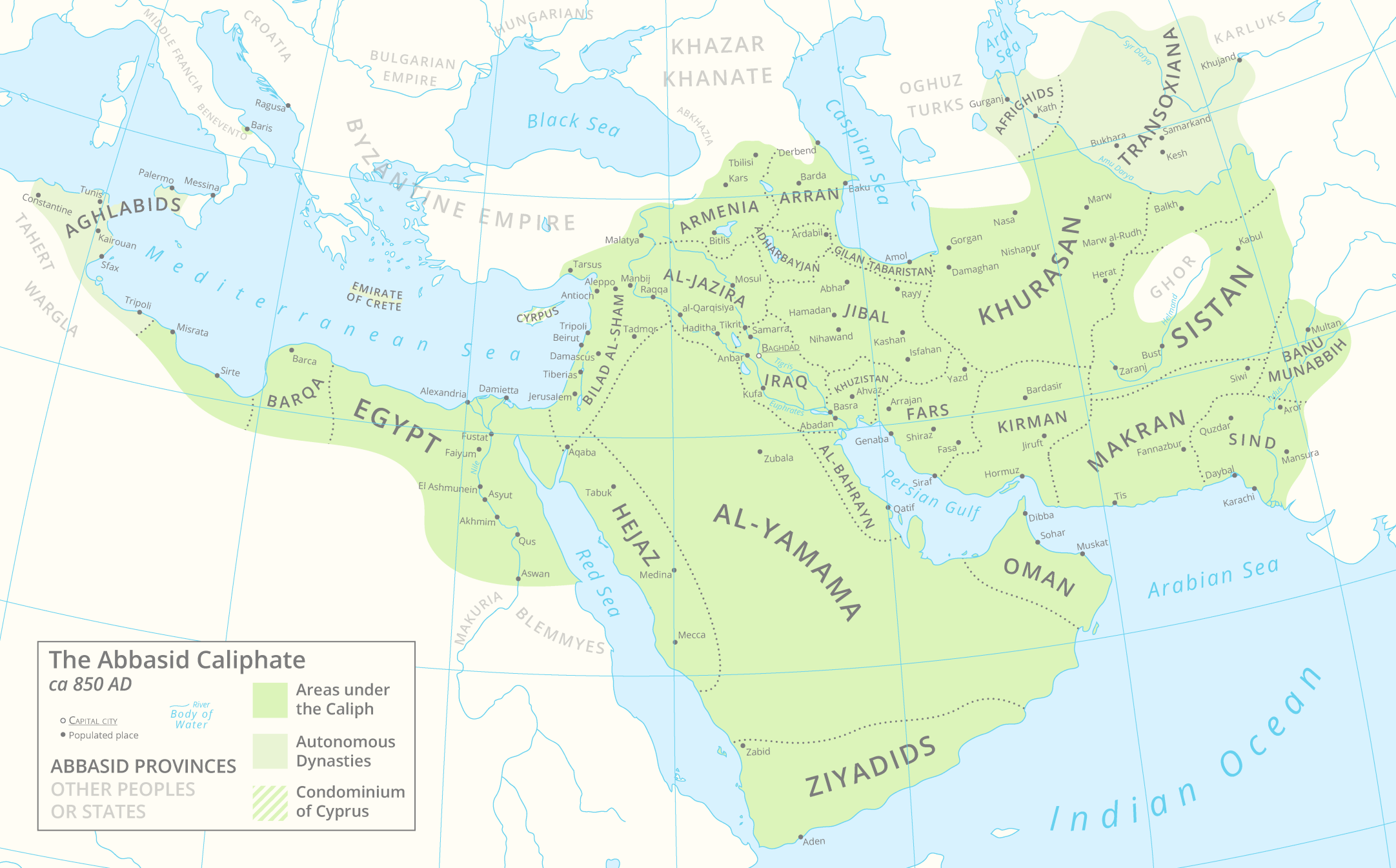
الخلافة العباسية في عام 850م. يمكن رؤية إمارة ملتان تحت حكم بني منبه في الشرق

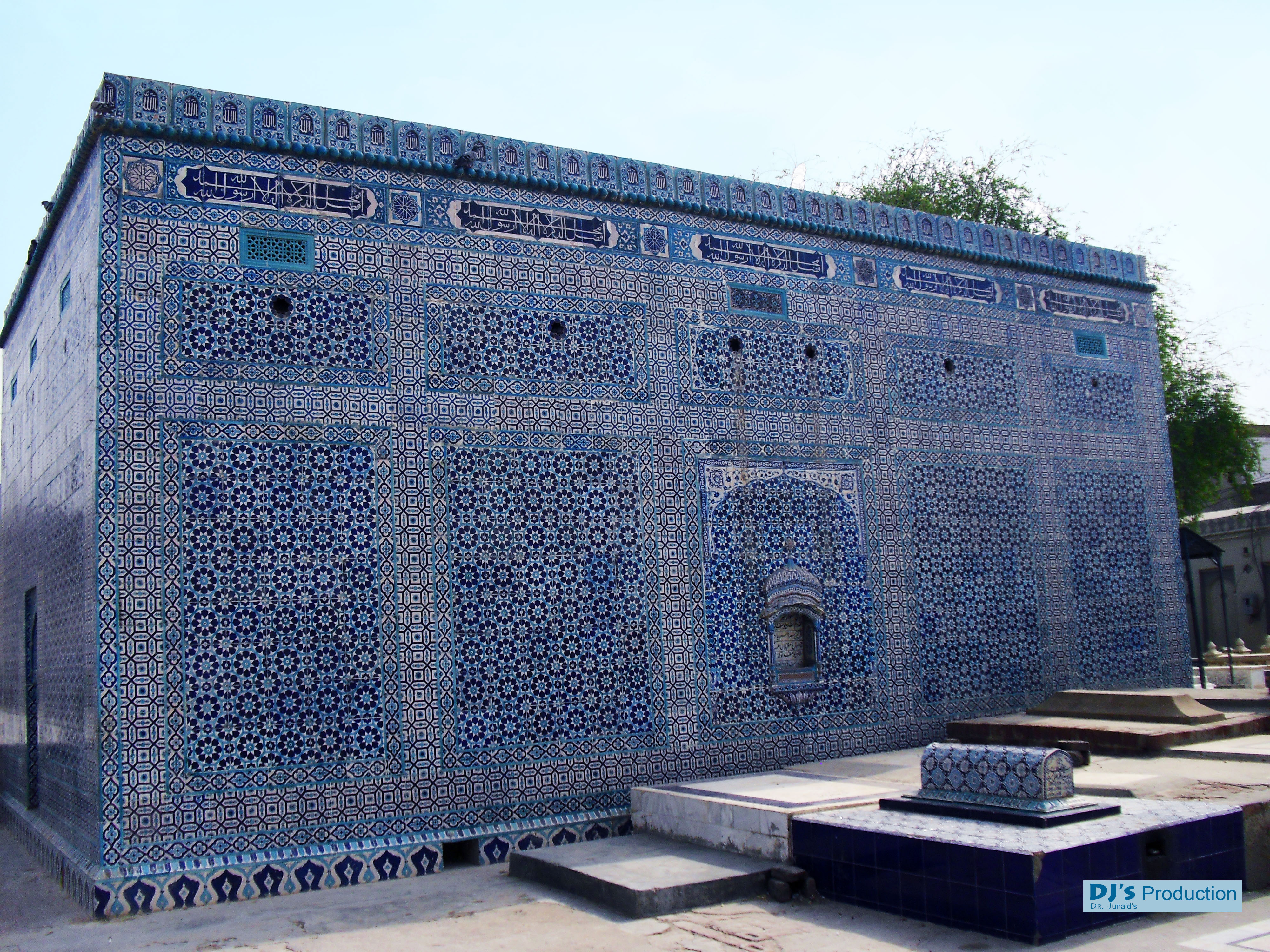
بُني قبر شاه يوسف جارديزي في ملتان في نفس العصر تقريبًا

## طالع أيضًا
- سلطنة ملتان [الإنجليزية]
- تاريخ البنجاب